# Echymipera clara
Echymipera clara är en pungdjursart som beskrevs av Georg Hermann Wilhelm Stein 1932. Echymipera clara ingår i släktet taggpunggrävlingar och familjen punggrävlingar. IUCN kategoriserar arten globalt som livskraftig. Inga underarter finns listade.
Med artepitetet i det vetenskapliga namnet hedrade Georg Hermann Wilhelm Stein sin hustru Clara.
Pungdjuret förekommer på norra Nya Guinea och på ön Yapen i samma region. Arten vistas där i låglandet och på upp till 1 700 meter höga bergstrakter. Habitatet utgörs främst av tropisk regnskog och delvis trädgårdar.
Arten når en kroppslängd (huvud och bål) av 20 till 50 cm samt en svanslängd av 5 till 12,5 cm. På ovansidan förekommer rödbrun till svartbrun päls, ibland med glest fördelade gula hår, och undersidan är täckt av brun till ljusbrun päls.
Echymipera kalubu äter insekter, fallfrukt och frön.